# NGC 6027a
NGC 6027a هي مجرة حلزونية التي هي جزء من سداسية زايفرت. وهي مجموعة صغيرة من المجرات تقع في كوكبة الحية (كوكبة). في الأطوال الموجية البصرية لديه تتشابه.

## وصلات خارجية
- HubbleSite NewsCenter: Pictures and description
- NGC 6027a على موقع ويكي سكاي: DSS2, SDSS, GALEX, IRAS, Hydrogen α, X-Ray, Astrophoto, Sky Map, Articles and images